# التوافق وإعادة الاستخدام وسهولة البحث والاطلاع
التوافق وإعادة الاستخدام وسهولة البحث والاطلاع عبارة عن أربعة معايير في إدارة المعطيات وهي التوافق التشغيلي وإعادة الاستخدام وسهولة البحث وسهولة الاطلاع.